# Isla Unalaska
La isla de Unalaska (en inglés: Unalaska Island; en aleutiano, Nawan-Alaxsxa) es una isla del grupo de la islas Fox, perteneciente al archipiélago de las islas Aleutianas. Administrativamente, la isla es parte del estado de Alaska de los Estados Unidos. La isla tiene una superficie de 2.720 km². La ciudad de Unalaska comprende parte de la isla (además de la pequeña isla costera de Amaknak, de 8,5 km², donde se encuentra Dutch Harbor, el mayor puerto de pesca de los EE. UU. por volumen de capturas. Ambas islas están unidas por un puente). La población de la isla, exceptuando Amaknak, era de 1.759 personas (según el censo de 2000).

## Geografía
La isla está situada al oeste de la isla Akutan, de la que la separa el paso Akutan, y al este de la isla Umnak, de la que la separa el paso Umnak.
Unalaska es la segunda isla más grande del grupo de las Fox de las islas Aleutianas. La costa de Unalaska es notablemente diferente en apariencia que la de otras grandes islas aleutianas, con innumerables ensenadas y penínsulas. La irregular costa está rota por tres largas y profundas bahías: el Beaver Inlet, la bahía de Unalaska y la bahía de Makushin; hay muchas más bahías y calas más pequeñas. El terreno de Unalaska es abrupto y montañoso, y durante la mayor parte del año las cumbres más altas están cubiertas de nieve.

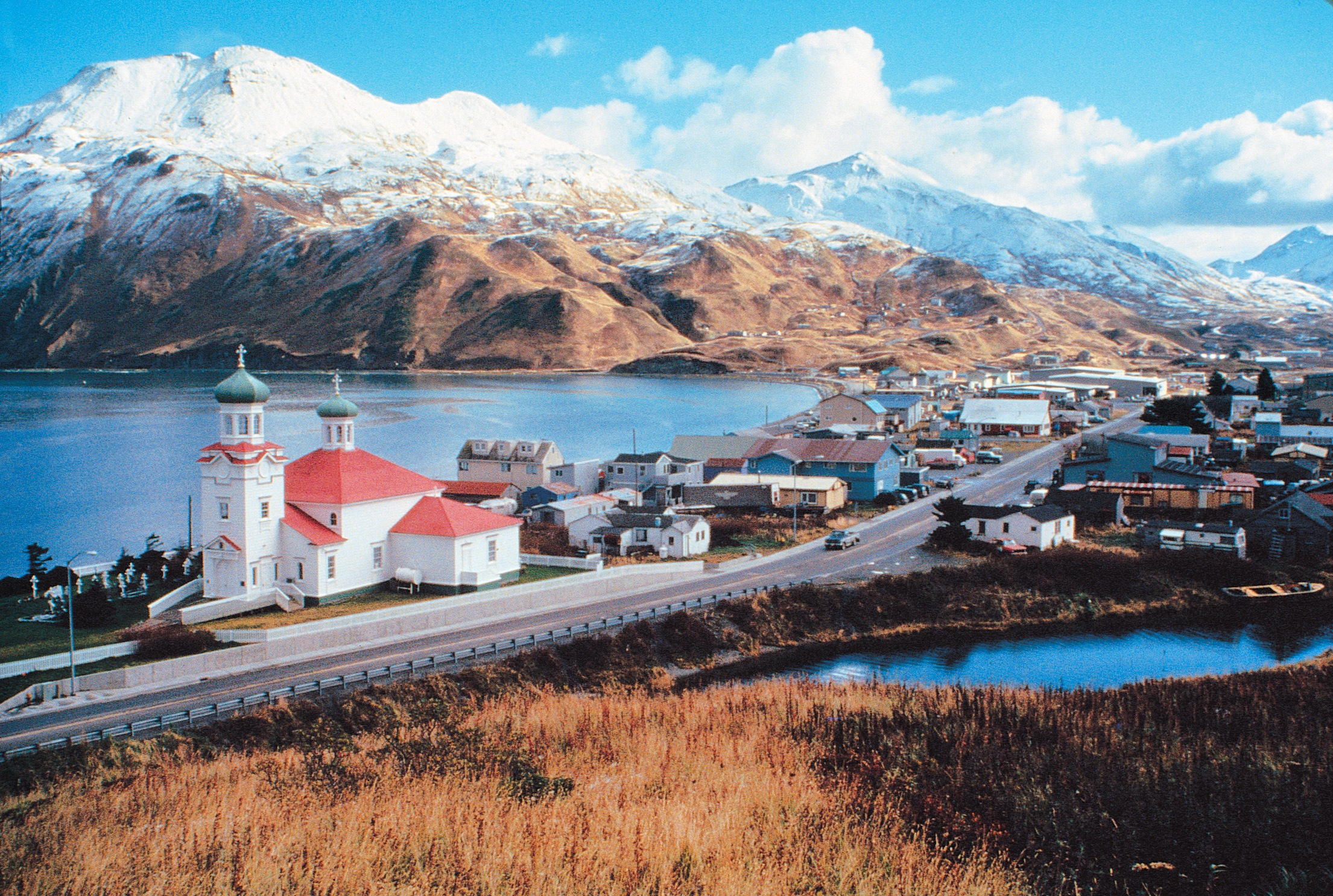
Vista de la ciudad homónima de Unalaska

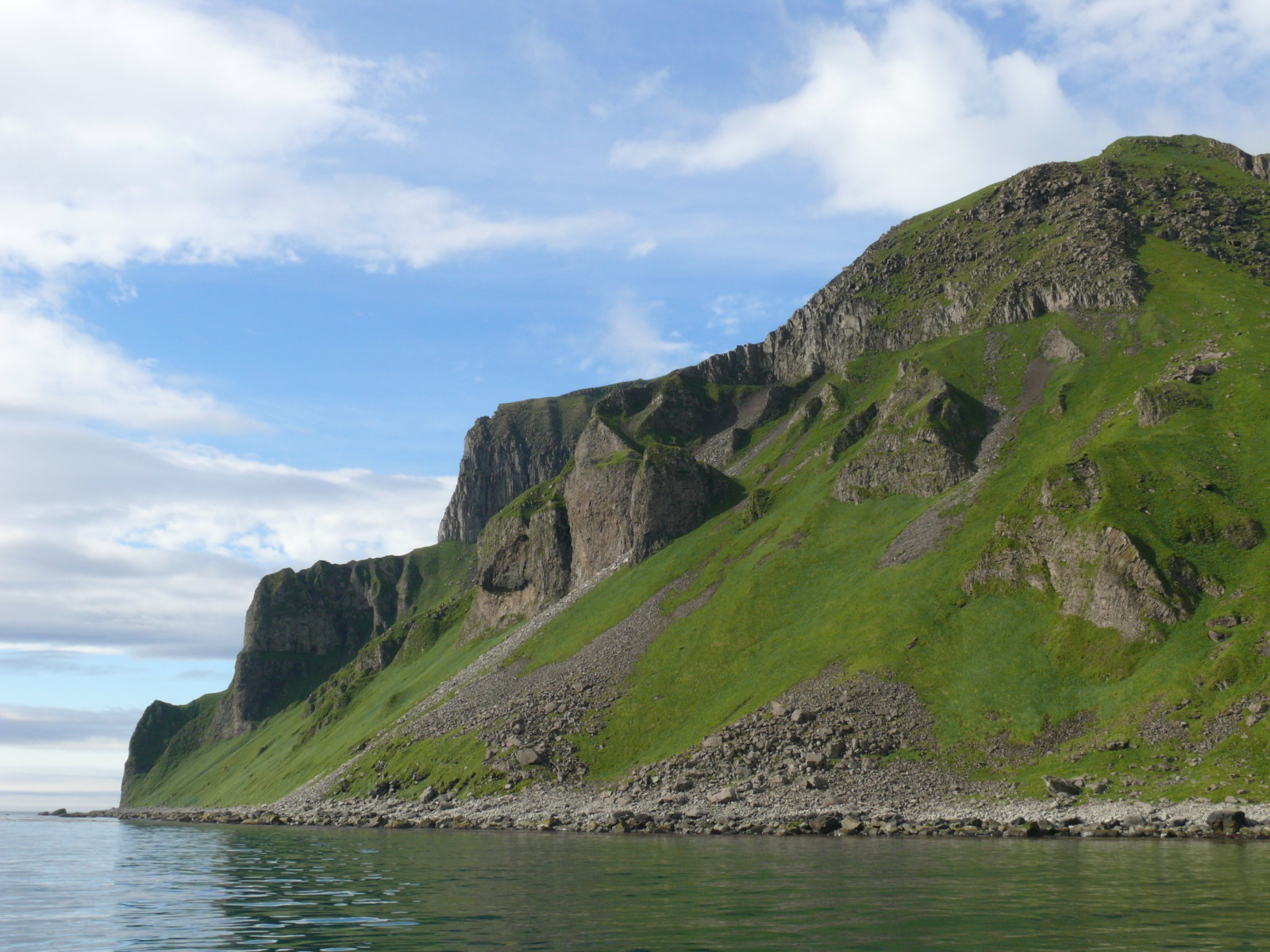
Cabo Aiak, en el sur de la isla (2008)

El nombre de Unalaska es de origen aleutiano y hay varias teorías acerca de su origen, siendo la más probable que el nombre provenga de una deformación de la palabra rusa Unalashka.

## Historia
La isla fue descubierta por Vitus Bering en 1741. En 1759 los rusos se establecieron realizando un asentamiento permanente, pero cuatro años después fue destruido por los aleutianos, junto con cuatro buques mercantes. La masacre se cobró la vida de 162 colonos rusos. Los sobrevivientes lograron mantener su posición hasta 1764, cuando fueron rescatados por los rusos. Este hecho provocó unas represalias muy sangrientas contra los nativos, que costaron la vida a cerca de 5.000 aleutianos.
La expedición  de Esteban José Martínez y Gonzalo López de Haro de 1778 exploró la costa de Alaska hasta la isla Unalaska, marcando el extremo occidental de lo explorado por los españoles en la región.
En Moscú, el 31 de mayo de 1988, el presidente Ronald Reagan mencionó la reunión de los estadounidenses y los rusos en esta isla en el siglo XIX como un ejemplo de amistad antigua entre Estados Unidos y Rusia.
El 8 de diciembre de 2004 un barco de carga malayo, el Selendang Ayu, encalló en la isla de Unalaska, causando un derrame de petróleo de gran tamaño.